# Tereza Szewieczková
Tereza Szewieczková (* 4. Mai 1998 in Havířov) ist eine tschechische Fußballspielerin. Seit 2016 ist sie Vertragsspielerin von Slavia Prag und spielt seit 2017 auch für die A-Nationalmannschaft.

## Karriere

### Vereine
Szewieczková begann im Alter von sechs Jahren für den in ihrem Geburtsort ansässigen MFK Havířov mit dem Fußballspielen. Nach zwei Jahren gelangte sie in die Jugendmannschaft des 1. SK Prostějov, der sie vier Jahre lang angehörte. Ihr dritter Jugendverein war Sparta Prag, bevor sie ein zweites Mal für den MFK Havířov in der Saison 2012/13 aktiv war. Ihre letzten drei Jahre als Juniorin verbrachte sie ebenfalls ein zweites Mal für Sparta Prag. Aufgrund ihrer gezeigten Leistungen wurde sie im Jahr 2014 als Talent des Jahres ausgezeichnet und kam in einigen Pflichtspielen für die erste Mannschaft in der Liga und auch im Pokal – der 2015 gewonnen wurde – zum Einsatz.
Seit der Saison 2016/17 spielt sie nunmehr für die Frauenfußballmannschaft des Stadtrivalen Slavia Prag. In ihrer Premierensaison für den Verein bestritt sie zehn Spiele der regulären Saison und drei in der anschließenden Meisterrunde. Ihr Debüt in der I. liga žen, die höchste Spielklasse im tschechischen Frauenfußball, gab sie mit dem Saisonstart am 13. August 2016 beim 9:0-Sieg im Heimspiel gegen die Frauenfußballmannschaft von Slovan Liberec mit Einwechslung in der 65. Minute für Diana Bartovičová. Seit ihrer Zugehörigkeit zum Verein gewann sie bislang sechs Meisterschaften – alle Male vor Sparta Prag.

### Nationalmannschaft
Szewieczková debütierte als Nationalspielerin für den FAČR in der U17-Nationalmannschaft, die am 9. April 2013 in Roudnice nad Labem das erste Spiel der EM-Qualifikationsgruppe D in der zweiten Qualifikationsrunde gegen die U17-Nationalmannschaft Italiens mit 2:2 unentschieden beendete. In ihrem dritten Gruppenspiel am 14. April 2013 erzielte sie beim 2:0-Sieg über die Schweizer U17-Nationalmannschaft gleich ihre ersten beiden Tore. Vom 2. bis zum 7. August 2013 bestritt sie drei weitere in der Gruppe 1 der ersten Qualifikationsrunde, in dem sie im ersten, bei der 3:4-Niederlage in Inverurie gegen die U17-Nationalmannschaft Nordirlands, und im dritten, beim 4:0-Sieg über die U17-Nationalmannschaft Schottlands, jeweils ein Tor erzielte. Zudem nahm sie mit dieser Altersklassenmannschaft am UEFA Development Tournament in Dublin teil, in dem sie vom 7. bis zum 10. Mai 2013 in drei Spielen (3:3 vs. Irland, 1:1 vs. Wales, 0:0 vs. Belgien) eingesetzt wurde, wie auch abschließend in einem Freundschaftsspiel am 25. September 2013 in Náchod beim 2:1-Sieg über die U17-Nationalmannschft Polens. Im Spieljahr 2015 kam sie in dieser Altersklasse in vier in Freundschaft und in zwei in der EM-Qualifikation ausgetragenen Länderspielen in einem Zeitraum vom 4. März bis zum 6. Juni zum Einsatz.
Für die U19-Nationalmannschaft bestritt sie im Zeitraum vom 5. April 2014 (1:4 vs. Deutschland in Brüssel) bis zum 17. September 2015 (5:0 vs. Bosnien-Herzegowina in Bijeljina) weitere EM-Qualifikationsspiele, in denen ihr in den Begegnungen mit der U17-Nationalmannschaft der Ukraine und der U17-Nationalmannschaft Färöers jeweils ein Tor gelang; letztendlich konnte sie sich mit ihren Mannschaften nie für eine Endrunde qualifizieren.
Für die A-Nationalmannschaft bestritt sie (bislang) 46 Länderspiele, in denen ihr elf Tore gelangen; sie wurde durchgängig in den Spieljahren 2017 bis 2025 eingesetzt. Sie bestritt 16 WM- (8 × Gruppe 5 und 8 × Gruppe C) 13 EM-Qualifikationsspiele (die ersten und letzten drei Gruppe D und die ersten vier und das sechste Gruppe 2, Liga A) sowie jeweils ein Play-off-Spiel der ersten und zweiten Runde. Fener kam sie in neun Freundschaftsspielen zum Einsatz; ihr erstes, bei ihrem A-Länderspieldebüt, fand am 13. Juni 2017 in Prag statt, wo die Zuschauer einen 5:2-Sieg über die US-amerikanische U20-Nationalmannschaft (mit)erlebten.
Sie nahm mit ihrer Mannschaft am Zypern-Cup 2018 und 2019 teil, in denen sie in vier bzw. in drei Spielen eingesetzt wurde. Bei ihrer ersten Teilnahme erzielte sie am 7. März in Larnaka im Spiel um Platz 9 beim 5:2-Sieg über die Nationalmannschaft der Slowakei mit dem Treffer zum 4:2 in der 89. Minute ihr erstes A-Länderspieltor. Zuletzt kam sie bei ihrer Premiere bei der zweiten Austragung des Wettbewerbs der Nations-League am 21. Februar 2025 gegen die Nationalmannschaft Kroatiens in Pula – beim 4:0-Sieg im ersten Spiel der Gruppe 4, Liga B – zum Einsatz.

## Erfolge
Nationalmannschaft
- Sechster Zypern-Cup 2019

Slavia Prag
- Tschechischer Meister 2017, 2020, 2022, 2023, 2024, 2025
- Tschechischer Pokalsieger 2023, 2024, 2025

Sparta Prag
- Tschechischer Pokalsieger 2015

## Auszeichnung
- Talent des Jahres 2014